# Horreur psychologique

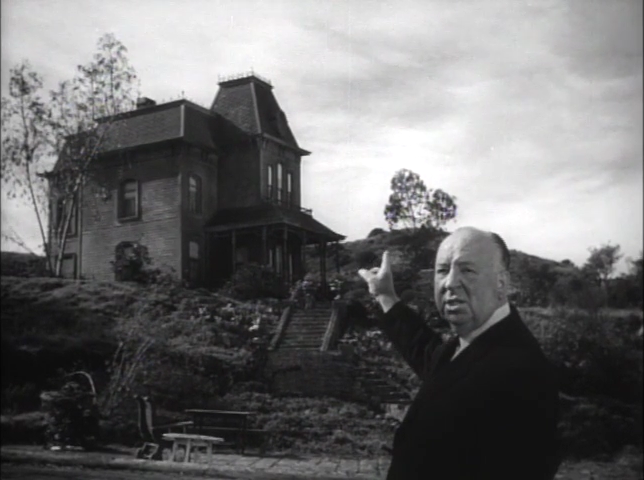
Alfred Hitchcock présentant la maison de Norman Bates dans Psychose.

L'horreur psychologique est un sous-genre de l'horreur et de la fiction psychologique qui se concentre sur les états mentaux, émotionnels et psychologiques afin d'effrayer, déranger ou ébranler son public. Le sous-genre est souvent lié à celui du thriller psychologique et utilise fréquemment des éléments mystérieux ainsi que des personnages à l'état psychologique instable, non fiable ou perturbé pour appuyer le suspense, le drame et la paranoïa du cadre et de l'intrigue, créant alors une atmosphère déplaisante, troublante ou inquiétante.

## Caractéristiques
L'horreur psychologique a généralement pour but de provoquer de l'inconfort ou de la peur chez le spectateur en exposant des vulnérabilités et des frayeurs psychologiques et émotionnelles communes ou universelles. Elle révèle ainsi certains aspects les plus sombres de la psyché humaine que la plupart des individus peuvent réprimer ou nier. Cette idée rappelle les caractéristiques archétypales de l'ombre de la psychologie analytique : suspicion, méfiance, doute de soi et paranoïa envers les autres, soi-même et le monde.
Le genre cherche parfois à remettre en question ou brouiller la compréhension du public du récit ou de l'intrigue en se concentrant sur des personnages qui sont eux-mêmes incertains, qui doutent de leur propre perception de la réalité ou qui se questionnent sur leur propre santé mentale. La perception des personnages de leur environnement ou des situations peut être en effet distordue ou sujette aux délires, à une manipulation extérieure ou au gaslighting d'autres personnages, de traumatismes psychologiques ou même d'hallucinations ou de troubles psychiques. Dans bien des cas, et d'une façon similaire au genre très proche du thriller psychologique, l'horreur psychologique met en scène un narrateur non fiable ou sous entend que certains aspects de l'intrigue sont perçus de manière inexacte par un protagoniste, déroutant ou dérangeant ainsi le spectateur ou le lecteur et créant une ambiance inquiétante ou menaçante. L'horreur psychologique a alors pour but de questionner la notion de réel et notre rapport à celui-ci. Dans d'autres cas, le narrateur ou le protagoniste peut être fiable ou ostensiblement sain d'esprit mais il est confronté à un autre ou plusieurs autres personnages qui sont psychologiquement, mentalement ou émotionnellement perturbés. Les éléments de l'horreur psychologique se concentrent ainsi sur des conflits mentaux qui prennent leur importance lorsque les personnages font face à des situations perverses, impliquant parfois le surnaturel, l'immoralité, le meurtre ou la conspiration. Alors que d'autres genres relevant de l'horreur mettent l'accent sur des situations fantastiques telles que l'attaque de monstres, l'horreur psychologique tend à garder les monstres cachés et met en scène des situations ancrées dans le réalisme artistique.
Le renversement de situation (ou plot twist) est une structure narrative souvent utilisée. Les personnages d'un récit relevant de l'horreur psychologique font face à des conflits intérieurs avec leurs désirs inconscients, tels que la luxure ou la vengeance, contrairement à la fiction gore qui se concentre sur un mal étrange et étranger auquel le spectateur moyen ne peut que difficilement s'identifier. Parfois cependant, l'horreur psychologique et le gore peuvent se rejoindre à l'instar du film d'horreur Haute Tension (2003) d'Alexandre Aja.

## Littérature
De nombreux romans sont considérés comme relevant du genre de l'horreur psychologique, parmi eux Nous avons toujours vécu au château (We Have Always Lived in the Castle, 1962) de Shirley Jackson, Le Silence des agneaux (The Silence of the Lambs, 1988) de Thomas Harris, les romans de Robert Bloch tels que Le Boucher de Chicago (American Gothic, 1974) et Psychose (Psycho, 1959), Ring (Ringu, 1991) de Koji Suzuki ainsi que plusieurs romans de Stephen King comme Carrie (1974), Shining, l'enfant lumière (The Shining, 1977), Misery (1987) ou encore La Petite Fille qui aimait Tom Gordon (The Girl who loved Tom Gordon, 1999). Nombre d'entre eux ont été adaptés au cinéma.

## Cinéma
Les films relevant de l'horreur psychologique diffèrent généralement des films d'horreur traditionnels, où la source de la peur est typiquement matérielle, mettant en scène des créatures et des monstres grotesques ou horrifiques, des tueurs en série ou encore des aliens ainsi que les genres du gore et du slasher qui tirent leurs effets d'une violence graphique et sanglante. À l'inverse, l'horreur psychologique crée une tension plus fréquemment basée sur l'atmosphère, les sons étranges et l'exploitation des peurs du personnage et des spectateurs. Les films d'horreur psychologiques tentent parfois de faire peur ou de déranger en s'appuyant sur l'imagination du spectateur ou du personnage ou sur l'anticipation d'une menace plutôt que sur une menace réelle ou une source matérielle de peur représentée à l'écran. Cependant, certains films relevant de ce genre peuvent contenir une menace matérielle ou une source de peur physique, par exemple un tueur psychotique, ainsi que des scènes de violence graphique, mais ils se concentrent toujours principalement sur l'atmosphère ou sur les états mentaux et émotionnels du méchant, des protagonistes et des spectateurs pour créer l'angoisse.
Le Chat noir (The Black Cat, 1934) d'Edgar G. Ulmer et La Féline (Cat People, 1942) de Jacques Tourneur sont considérés comme les premiers films d'horreur psychologique,,. Roman Polanski réalise dans les années 1960 deux films qui sont vus comme la quintessence de l'horreur psychologique : Répulsion (1965) et Rosemary's Baby (1968),. L'adaptation du roman de Stephen King par Stanley Kubrick de Shining (1980) est un autre exemple particulièrement réputé du genre. Le Silence des agneaux (The Silence of the Lambs, 1991) de Jonathan Demme incorpore autant d'éléments d'horreur psychologique que du thriller,, ou encore Saint Ange de Pascal Laugier, sorti en 2004. Les années 2010 ont vu de nombreuses incursions dans le genre parmi lesquelles Black Swan (Darren Aronofsky, 2010), Mister Babadook (The Babadook de  Jennifer Kent, 2014),, It Follows (David Robert Mitchell, 2015), Get Out (Jordan Peele, 2017), Mother! de Darren Aronofsky, Hérédité (Hereditary, 2018) et Midsommar (2019) d'Ari Aster, The House that Jack Built (Lars Von Trier, 2018) ou encore The Lighthouse (Robert Eggers, 2019).
Les films de genre italiens connus sous la dénomination de giallo emploient régulièrement des éléments de l'horreur psychologique[réf. nécessaire], de même que dans plusieurs pays d'Asie. Le cinéma d'horreur japonais notamment, appelé "J-Horror" a été décrit comme psychologique par nature, à l'instar des sagas Ring (Ringu de Hideo Nakata, 1998) et Ju-on (Takashi Shimizu, 2000). Une autre catégorie influente est celle des films d'horreur coréens, communément appelés "K-Horror", dont Deux sœurs (Janghwa, Hongryeon de Kim Jee-woon, 2003), Hansel and Gretel (Hen-jel-gwa Geu-re-tel de Yim Pil-sung, 2007) et Whispering Corridors (Yeogogoedam de Park Ki-hyung, 1998). Aux Philippines, Kisapmata (Mike De Leon, 1981) est considéré un classique du genre.

## Jeux vidéo
Les jeux vidéo d'horreur psychologique sont un sous-genre des jeux vidéo d'horreur. Bien que ces jeux puissent être basés sur n'importe quel gameplay, le sous-genre est généralement plus exploratoire et cherche "à susciter un doute sur ce qui pourrait vraiment se passer" chez le joueur,. Ils ont alors pour ambition d'effrayer le joueur en travaillant sur les états émotionnels, mentaux et psychologiques plutôt que par l'utilisation de monstres. La peur vient de "ce qui n'est pas vu, plutôt que de ce qui l'est". Ces jeux s'appuient sur la remise en question des perceptions du joueur-personnage ou sur sa santé mentale douteuse pour développer l'intrigue. Par l'utilisation d'un narrateur non fiable, de tels jeux explorent la peur de perdre sa capacité à penser rationnellement ou même à reconnaître sa propre identité. Les jeux vidéo d'horreur psychologique ne dépendent pas tant de l'action comparés à d'autres jeux vidéo d'horreur, tel que le survival horror, laissant plutôt le temps au joueur d'explorer et d'assister aux événements. Certains jeux profitent aussi du medium pour briser le quatrième mur et semblent affecter directement l'ordinateur ou la console du joueur, à l'instar de Eternal Darkness: Sanity's Requiem (Denis Dyack, 2002) ou Doki Doki Literature Club! (Dan Salvato, 2017),. D'autres jeux d'horreur psychologique peuvent toujours être basés sur le jeu d'action comme Spec Ops: The Line (Walt Williams et Richard Pearsey, 2012), un jeu de tir à la troisième personne avec une narration psychologiquement horrifique basée sur des œuvres comme Au cœur des ténèbres (Heart of Darkness de Joseph Conrad, 1899) ou Apocalypse Now (Francis Ford Coppola, 1979).
Phantasmagoria (Roberta Williams, 1995) et Silent Hill (Keiichiro Toyama, 1999) sont considérés comme deux des premiers jeux vidéo d'horreur psychologique. On peut noter également : 
- Alan Wake (2010) de Sami Järvi[32]
- American McGee's Alice (2000) de American McGee
- Amnesia: The Dark Descent (2010) de Mikael Hedberg
- Aka Manto (2019) de "Chilla's Art"
- Blackout (2019) vu sur Steam
- Channel 7 par "Spring Rabbit" en 2023
- Classmates par "Yuumsarte"
- Clock Tower (1995) de Human Entertainment
- Corpse Party (1996) de  Makoto Kedouin[33],[34]
- Danganronpa (2010) de Kazutaka Kodaka
- Darkwood (2017)
- Dark Days (2024) de Parallel Studio
- DreadOut par "Digital Happiness"
- Deadly Premonition (2010) de Hidetaka Suehiro[35]
- Deca (2021) de Chrome Horizon 3D
- Dead Heat de Saxon Software
- Dead Space (2008) de Glen Schofield[36]
- Doki Doki Literature Club! (2017) de Dan Salvato[37]
- Erasure qui est vu sur Haunted PS1 (en)
- The Evil Within (2017) de Shinji Mikami[38]
- Project Zero (2001) de Makoto Shibata et Keisuke Kikuchi[39]
- Ethel (2024) de TS GAMES LLC
- Father's Day (2022) de EMIKA_GAMES
- Family de "Luiz Otávio da Silva"
- FEAR (2005) de Craig Hubbard[40]
- Five Nights at Freddy's (2014) de Scott Cawthon
- Granny (2017) de DVloper, DVapps AB
- Gob vu sur Haunted PS1 (en)
- Go Home de Alpha Beta Gamer
- Giselle de "freegameplanet"
- Hanako (2020) de Chilla's Art
- Halloween 1 par "Damián González" (fan game)
- Hatch (2021) de Nekoromorph
- Homeless (2024) de DarkPhobia Games
- House de "Bark Bark Games"
- Heavy Rain (2020) de Quantic Dream
- Higurashi no naku koro ni (2002) de Ryūkishi07[41]
- Home Sweet Home (2017) de YGGDRAZIL GROUP CO.,LTD
- InSight (2024) de PaperPixel Games
- Jimmu par "Chilla's Art"
- Layers of Fear (2016) de Michał Król et Paweł Niezabitowski
- Lilly de "alphabetagamer"
- Loveland de DEVHOUR GAMES
- Lover de "Triple E Games" en 2024
- Locked Up (2020) de EMIKA_GAMES
- Left Behind (2024) de SolitaryStudios
- Linger par "BioXide"
- Lazaret de "Aegon Games" en 2024
- LUNA (2020) de PsychoFlux Entertainment
- Little Nightmares (2017) de Bandai Namco Entertainment
- Manhunt 2 (2007) de Charlie Bewshe
- Martha Is Dead (2022) de Wired Productions
- Mirror, Mirror par "Dead Possum Games"
- Never Again de "Primary Games"
- Noosphere (2021) de KOEX studio
- No Return (2024) de BlameTech
- Observer (2017) de Andrzej Mądrzak
- Omori (2020) de OMOCAT
- Outlast (jeu vidéo) (2013) de Red Barrels
- Parasocial par "Chilla's Art" en 2023
- Phasmophobia (2020) de Kinetic Games
- Ritual de Grainwood Games
- Ritual de 90 Grados Studio
- Related en 2020 par "FRACTALCATZ"
- Ronald de "Something Something Games" (fan game avec mélange de Slender et Mac Donald's)
- Rule of rose (2006) de Punchline
- Sanitarium (1998)[42]
- Forbidden Siren (2003) de Keiichiro Toyama[39]
- Soma (2017) de Thomas Grip[43]
- The Swapper (2013) de Tom Jubert[44]
- Teke Teke par "Chilla's Art" en 2021
- The Apartment (2018) de Shattered Mirror
- The Coffin of Andy and Leyley (2023) par Nemley[45]
- The House (2023) de zebaxx
- The Hospital par "Nugroho Industries"
- The Telephone (2023) de Doesn't Matter Games
- The House par "Spring Rabbit"
- Yume Nikki (2004) de Kikiyama
- Walk (2021) de Kazumi Studios
- White Day: A Labyrinth Named School (2001) de Sonnori
- We Are Not Alone (2024) de Stasis Booth Games
- Way Back Home de "漫森游戏工作室" (studio de jeux Manson)

## Mangaetanime
- Another (Anazā, 2012) de Tsutomu Mizushima
- Danganronpa: The Animation (Danganronpa: Kibō no gakuen to zetsubō no kōkōsei The Animation, 2013) de Seiji Kishi
- Hell Girl de Miyuki Etō (2005)
- Higurashi no naku koro ni (2006) de Chiaki Kon[46]
- Happy Sugar Life (Happī Shugā Raifu, 2018) de Keizō Kusakawa et Nobuyoshi Nagayama[47]
- Magical Girl Site (2013) de Kentarō Satō
- Puella Magi Madoka Magica (2011) de Akiyuki Shinbo
- Tomié (1987) de Junji Itō
- Umineko no naku koro ni (2007) de Kei Natsumi, Jirō Suzuki, Souichirou, Akitaka, Hinase Momoyama et Eita Mizuno